# Amphisbaena tragorrhectes
Espèce
Statut de conservation UICN

 DD  : Données insuffisantes
Amphisbaena tragorrhectes est une espèce d'amphisbènes de la famille des Amphisbaenidae.

## Répartition
Cette espèce est endémique du Pará. Elle a été découverte à Oriximiná.

## Publication originale
- Vanzolini, 1971 : New Amphisbaenidae from Brasil. Papéis Avulsos de Zoologia, São Paulo, vol. 24, n. 14, p. 191-195.